# Линейни крайцери тип „Дерфлингер“
Вижте пояснителната страница за други значения на Дерфлингер.
Дерфлингер (на немски: Derfflinger-Klasse) са серия линейни крайцери на Германския императорски военноморски флот от Първата световна война. В сравнение със своя предшественик – „Зайдлиц“ – този тип линейни кораби има многобройни конструктивни изменения. Всичко от проекта са построени три единици: в рамките на бюджетната програма от 1911 г. е поръчан линейният крайцер, който получава след това названието „Дерфлингер“ (на немски: SMS Derfflinger), по програмата за 1912 г. е поръчан „Лютцов“ (на немски: SMS Lützow), а в рамките на бюджета за 1913 г. – последният кораб от серията – „Хинденбург“. „Хинденбург“ е строен по изменен до известна степен проект и има с 300 – 350 тона по-голяма водоизместимост, нараснала с 2,4 м дължина и малко по-различна схема на брониране. Поради тези изменения някои автори го отнасят към отделен тип.
Линейни крайцери от типа „Дерфлингер“ получават 305-мм оръдия с дължина на ствола 50 калибра. Поради ограниченията на проекта по водоизместимост (в сравнение със „Зайдлиц“ то нараства с 1600 тона) броят на двуоръдейните кули е намален от пет на четири. Но това позволява, за първи път при немските линейни крайцери, те да се разположат по линейно-терасовидната схема. Корабите имат основателно брониране и съвършенна противоторпедна защита. Схемата на бронирането с малко се отличава от тази на предшественика.
Благодарение на балансираното брониране и въоръжение линейните крайцери от типа „Дерфлингер“, според някои специалисти, се считат за най-добрите крайцери, влезли в строй преди края на войната.

## История на разработването
След приключване на проектирането на линейния крайцер „Зайдлиц“ изниква въпроса за проектирането на кораба от нов тип. Разработката на проекта се води от департамента по общо машиностроене 8 месеца – от октомври 1910 до юни 1911 г. Още през април 1910 г. Генералния департамент на Военноморския флот (General Navy Department) започва работата по определянето на изискванията за линейния крайцер от програмата за 1911 г. Основните въпроси са избора на броя винтове, типа на силовата установка и въоръжението. Използването на три винта би позволило да се постави на централния вал дизелова силова установка. Преимуществата на дизеловата установка са в по-високия КПД и по-простата горивна система, което в крайна сметка води до намаляването на екипажа и снижаване на стойността.
Генералния департамент счита за задължителен прехода към 305-мм оръдия, тъй като 280-мм оръдия вече не гарантират пробиването на 300-мм главен броневи пояс на последните британски линкори. Това обстоятелство се взема под внимание, тъй като немските линейни крайцери са планирани за използване в линейния бой на главните сили. Независимо от това, че морският статс-секретар (министър) на Германия Алфред фон Тирпиц, който залага на крайцерските функции, счита това изискване за незадължително, към 1 септември е окончателно решено да се въоръжат новите кораби с 305-мм оръдия. Традиционно за немския флот съществена роля има и стойността на кораба и, съответно, изискването за ограничаване на водоизместимостта на новите кораби. Поради това, че 305-мм кули са по-тежки 1,3 пъти, отколкото 280-мм, броят на кулите е намален от 5 до 4. При това, в сравнение със „Зайдлиц“, теглото на оръдията нараства само с 36 тона. Към това намаляването на броя на оръдията, за първи път за немските линейни крайцери, позволява да се разположи главния калибър по линейно-терасовидната схема. Към това време става известно, че дизеловия двигател с голяма мощност няма да бъде готов, и от неговото използване се отказват.
Линейно-терасовидното разположение на носовите кули води до значително увеличаване на височината на центровете на тежестта на цялата надпалубна инфраструктура не само поради това, че има по-високо разполагане на самите кули и техните барбети, но и от необходимостта за целите на осигуряване на нужния обзор за по-високо разполагане на бойната рубка и, съответно, на цялата носова надстройка. Тъй като на устойчивостта се придава голямо значение, за целите на понижаването на центъра на тежестта се налагат кардинални решения. За разлика от „Молтке“ и „Зайдлиц“, новия проект получава гладкопалубен корпус, и в резултат кула „A“ има височина на осите на оръдията над КВЛ само 8,2 м. Това е най-ниската стойност сред всички германски линейни крайцери и значително по-малко, отколкото при английските (например, на съвременника на „Дерфлингер“, британския „Тайгър“ – 11,9 м). За целите на повишаване на мореходните качества палубата има в носа заметна седловатост. В крайна сметка височината на борда при форщевена съставя 7,7 м, което е сравнимо с предходните типове („Молтке“ 7,6 м, „Зайдлиц“ 8,0 м). Гладкопалубният корпус със седловатост към носа придава на „Дерфлингерите“ особено грациозен вид, и те по право, от мнозина се считат за най-красивите кораби на кайзеровия флот.

## Конструкция

### Конструкция на корпуса и надстройките
„Дерфлингер“ и „Лютцов“ имат дължина по КВЛ 210 м и 210,4 м между перпендикулярите. „Хинденбург“ е малко по-дълъг – 212,5 по КВЛ и 212,8 между перпендикулярите. Ширината на всичките три кораба е 29 м, газенето при пълна водоизместимост по носа е 9,2 м, при кърмата – 9,56. Нормалната водоизместимост на корабите от серията незначително нараства от първия кораб към последния – при „Дерфлингер“ е 26 600 т, при „Лютцов“ 26 774 т и на „Хинденбург“ – 26 947 т. Пълната водоизместимост на „Дерфлингер“ е 31 200, на „Хинденбург“ – 31 700 т. Увеличаване на газенето с 1 см съответства на увеличаване на водоизместимостта с 40,1 т. Корпусът на „Дерфлингер“ е разбит от водонепроницаеми прегради на 16 отсека (на „Лютцов“ и „Хинденбург“ – 17.). Независимо от относително малката височина на борда над водата, общата му височина в средата на корпуса е 14,75 м (на „Зайдлиц“ е с 0,87 м по-малко.), което благоприятно се отразява на възможностите да се осигури носещата здравина на кораба при огъване. На „Дерфлингер“ е използвана надлъжната система за набор на корпуса вместо използваната на „Молтке“ и „Зайдлиц“ смесена система на набор. Тази система на набора на корпуса се използва на новите леки крайцери започвайки от „Магдебург“ и позволява значително да се олекоти конструкцията на корпуса.
Още едно нововъведение става използването на една средна надлъжна преграда вместо двете, използвани по-рано. Това намалява здравината на конструкцията, но икономисва тегло. Също е намалена дължината на двойното дъно до 65% от дължината на корпуса (при „Зайдлиц“ тази величина съставлява 76%.). Всичко това позволява да се получи по-малка относителна маса на корпуса в сравнение както с предходните линейни крайцери, така и спрямо британските съвременници (масата на корпуса на „Лютцов“ е 30,5% от водоизместимостта, по сравнение с 36,5% на британския „Лайън“ и 34,3% при „Тайгър“).
Отличителна особеност в конструкцията става разполагането на двете кърмови турбинни отделения между кърмовите кули, а на двете носови турбинни отделения в съседство с погребите за боеприпаси на кърмовата издигната кула „C“. Това позволява да се икономиса дължина от цялото турбинно отделение, да се преместят кулите по-далеч от краищата и да се съкрати дължината на цитаделата. Корпусът така става по-здрав, намалява се надлъжния огъващ момент. Също намалява и моментът на инерция относно вертикалната ос, което в крайна сметка подобрява маневреността. Кула „A“ на „Дерфлингер“ се намира на 54 м от форщевена (на „Зайдлиц“ на 46 м, а на „Молтке“ – 42 м). Благодарение на това ширината на корпуса в района на крайните носова и кърмова кули става по-голяма, което позволява да се увеличи дебелината на противоминната защита по краищата.
Крайцерите от този тип обладават прекрасна мореходност и добри ходови качества. При това корабът се счита за „мокър“ – носовите каземати постоянно са заливани. Маневреността е посредствена. Имат два руля, постановени тандемно. Завиването става леко, но бавно със значителна загуба на скорост – при максимално преместване на руля загубата на скорост, при циркулация, достига до 65°, с образуване на крен до 11°. Метацентричната височина съставлява 2,6 м. Устойчивостта е максимална при крен 34° и нулева при 74°. Ъгълът на бордовото люлеене достига 11° с период 11 секунди. На „Дерфлингер“ за успокояване на бордовото люлеене са използвани цистерните на Фрам. Обаче според резултатите от изпитанията на тази конструкция на „Фон дер Тан“ се изяснява, че намаляването на ъгъла на люлеене съставлява само 33%. Това е признато за недостатъчно, и цистерните на Фрам при втория и третия кораб от серията не са използвани.
Липсата на кули на главния калибър в средната част на кораба позволява да се облекчи разполагането на надстройките, комините, артилерията с по-малък калибър и спасителните катери и лодки. Екипажът по щат наброява 1112 души, от тях 44 офицера. „Лютцов“ и „Хинденбург“ се строят като флагмански кораби и имат помещения за разполагането на адмирала с щаба му – допълнително 76 души, от тях 14 офицера. Във военно време екипажът се попълва за сметка на резервисти и е по-голям – съгласно данните на старшия артилерист Хаазе екипажът на „Дерфлингер“ в Ютландското сражение се състои от 1298 души. Условията за обитаемост на екипажа се считат за доста добри.
Корабите от типа носят по 1 голям парен катер, 3 моторни катера, 2 баркаса, 2 велбота, 2 яла и 1 разглобяема лодка. В носовата част са поставени 2 основни и една резервна седемтонни котви и една кърмова 3,5-тонна котва.

### Въоръжение
Главнят калибър на крайцерите са осем 305-мм оръдия, разположени в четири двуоръдейни кули. 305-мм оръдие SK L/50 има дължина на ствола 50 калибра и стреля 3 пъти в минута. Оръдията, със стволове, направени по технологията за укрепване на ствола на оръдието с цилиндри, имат маса по 51,85 тона и са с хоризонтално-плъзгащ се затвор система на Круп. Високата им скорострелност се достига за сметка на новата за голямокалибрените германски оръдия хидравлична система на досилателя и затвора. Принципна разлика на германските оръдия от британските е използването на метателен заряд, състоящ се от две части – предната в копринен картуз и основна в медна гилза. Първоначалният ъгъл на наклон на оръдията е −8°, а ъгъла на възвишение +13,5°. При стрелба с бронебойния снаряд с маса от 405,5 кг с използването на заряд с взривно вещество с маса 125,5 кг се осигурява начална скорост от 855 м/с и максимална далечина на стрелбата от 16 200 м. След Ютландския бой, за увеличаване на далечината на стрелба, ъглите на наклон/възвишение са изменени на −5,5°/+16°. Това осигурява далечина на стрелбата 20 400 м.
Оръдията са разположени по линейно-терасовидната схема – две кули на носа и две на кърмата. Кулите, традиционно за немския флота, имат буквено обозначение и неофициални собствени имена. От носа към кърмата са кулите „A“ – „Анна“, „B“ – „Берта“, „C“ – „Цезар“ и „D“ – „Дора“. „Дерфлингер“ и „Лютцов“ носят кули образец 1912 г. Drh LC/1912, а „Хинденбург“ по-новите Drh LC/1913. Хоризонталното въртене със скорост от 3° в секунда се осигурява от електродвигатели, вертикалното преместване на оръдията е с хидравлично задвижване. На първите два кораба при кулите „А“, „B“ и „С“ зарядните погреби се намират под снарядните, на кула „D“ разположението е обратно. На „Хинденбург“ при всички четири кули зарядните погреби се намират над снарядните. Носовите кули имат сектори на обстрела 300°, а кърмовите 310°. Разчетът на кула е съставен от 77 души. По време на боя той се увеличава с 12 души резерв. Щатния боезапас съставлява 90 снаряда на оръдие – 65 бронебойни и 25 фугасни с дънен взривател. Общият боекомплект съставлява 720 снаряда.
Средната артилерия е представена от 150-мм оръдия 15 cm/45 SK L/45 с дължина на ствола 45 калибра. На „Дерфлингер“ и „Лютцов“ те са поставени в установките MPL C/06.11, на „Хинденбург“ – MPL C/13. На „Лютцов“ и „Хинденбург“, как и при „Зайдлиц“, стоят 14 оръдия. На „Дерфлингер“ – 12. Оръдията № 4 по левия и десния борд са свалени, тъй като на тези места се намират успокоителните цистерни на Фрам, от поставянето на които се отказват при по-късните кораби. Масата на фугасния снаряда съставлява 45,3 кг, скорострелността на оръдията е 5 – 7 изстрела в минута. Далечината на стрелба е 13 500 м, впоследствие тя е доведена до 16 800 м. Боекомплектът за оръдията съставлява 160 снаряда на ствол, съответно, на „Дерфлингер“ общия боезапас съставлява 1920 снаряда, на „Лютцов“ и „Хинденбург“ – 2240.
Спомагателната артилерия, според началния проект, трябва да се състои от 12 скорострелни неуниверсални оръдия 8.8 cm SK L/45 с калибър 88 мм с дължина на ствола 45 калибра в установки MPL C/01 – 06 с боезапас от 250 снаряда на ствол. Но „Дерфлингер“ при спускането на вода получава само четири такива оръдия, поставени на носовата надстройка. Вместо останалите са поставени осем 88-мм зенитни оръдия 8.8 cm Flak L/45 с дължина на ствола 45 калибра в установките MPL C/13 (образец 1913 г.). Четири от тях се намират около носовия комин, и още четири около кула „С“. На „Дерфлингер“ през 1916 г. оръдията в носовата надстройка са демонтирани. „Лютцов“ получава 8 зенитни оръдия със същото разположение, като при „Дерфлингер“. На „Хинденбург“ са поставени само 4 зенитни оръдия около носовия комин. Максималният ъгъл на възвишение на оръдията съставлява 70°, скорострелността им е 15 изстрела в минута, боезапасът е 200 снаряда на ствол.
Торпедното въоръжение е представено от 4 подводни торпедни апарата – един носов, един кърмови и два бордови в отсек пред главния броневи пояс. На „Дерфлингер“ те са с калибър 500 мм, на „Лютцов“ и „Хинденбург“ – 600 мм. Боезапасът на „Дерфлингер“ и „Лютцов“ съставлява 12 торпеда, на „Хинденбург“ той е увеличен до 16. 600-мм торпедо H8 има бойна част с взривно вещество с маса 210 кг и далечина на хода 6000 м при скорост 36 възела или 14 000 м при 30 възела.

### Управление на артилерийската стрелба
През 1915 г. „Дерфлингер“ получава прибори за централно насочване за управление на стрелбата на главния и средния калибри, „Лютцов“ и „Хинденбург“ влизат в строй вече с тях. На „Дерфлингер“ са поставени 7 далекомера Carl Zeiss с 15- и 23-кратно увеличение, даващи удовлетворително измерване на далечини до 110 кабелта (20 400 м). Всеки далекомер се обслужва от двама далекомерчика. По един далекомер е поставен в постовете за управление на огъня и на всяка кула от главния калибър. Кулите на „Хинденбург“ имат далекомери с база 7,8 м, вместо 3,05 м на предходните два кораба. При старшия артилерист се намира суматор, даващ средната стойност от всички далекомери.
Крайцерите имат три поста за управление на огъня – носов, кърмови и наблюдателен. Носовият пост се намира в бойната рубка, защитена с 350-мм броня, и заема нейната задна част. В него има 23 души – старшия артилерист с наушниници наблюдател за паданията на собствените снаряди, трети артилерист (управляващ огъня на средния калибър), гардемарин, два далекомерчика, три унтер-офицера при постовете за централна наводка, пет матроса от службата за свръзка. Под решетчетия настил от листово желязо седят още шест матроса-свързочници, а още по-долу, в основите на рубката седят резервните унтер-офицер, унтер-офицер електротехник и два матроса от службата за свръзка. В бой прорезите на рубката се закриват с бронирани капаци, за това при старшия артилерийски офицер има перископ, обективът на който излиза на покрива на бойната рубка. Към него са съединени приборите за централно насочване – при насочване на перископа от старшия артилерийски офицер към целта синхронно с него се преместват стрелките на централната наводка в кулите. Хоризонталните наводчици, въртейки кулата, съвпадат с тях неподвижните стрелки на кулите. Специален унтер-офицер, през страничен окуляр на перископа, постоянно следи за точното насочване на окуляра по целта. Перископът има специален прибор за въвеждане на поправките на паралакса. За артилерията на средния калибър са поставени подобни прибори.
В кърмовия артилерийски пост, намиращ се в кърмовата бойна рубка, се намира втория артилерийски офицер. На фор-марса се намира наблюдателния пост, в който са разположени офицер-наблюдател, свързочник с наушници за наблюдаване на паданията и артилерист, предаващ сведенията за паданията на снарядите, унтер-офицер наблюдател за артилерията на средния калибър и два матроса-свързочника.
На корабите има два централни поста за управление на стрелбата – един за 305-мм артилерия и втори за артилерията на средния калибър, в които се намират всички артилерийски прибори и автомати. Тук, от телефоните и разговорните тръби, постъпват всички команди на управляващите огъня и се прави настройката на артилерийските прибори за предаването на командите към оръдията.
В бой първоначалното насочване на оръдията по далечина се прави на основа на данните от далекомерите. Пристрелката се осъществява с половин залпове – по едно оръдие от всяка кула. Последващото коригиране на огъня се води от старшия артилерист с помощта на наблюдателя за плясъците от снарядите. За различаване на плясъците от собствените снаряди в централния, носовия и наблюдателния постове има специални прибори-указатели на паданията на снарядите. Те се включва при затваряне на ключа по командата „залп!“ с 20—30-секундно забавяне (в зависимост от времето за полет на снарядите, съответстващо на далечината). В своите наушници старшия артилерист чува звук (характерно биене) от указателите за паданията едновременно от всички три поста.

### Брониране
Схемата на бронирането по много повтаря тази на „Зайдлиц“. Основната разлика е усилването на бронирането на кулите и барбетите. Бронирането е изпълнено от круповска цементирана броня. Главният брониран пояс с дебелина 300 мм започва от предния край на кула „A“ и достига малко зад задния край на барбета на кърмовата кула „D“, има височина 2 м и на 0,4 м се спуска под водолинията. Той постепенно изтънява, достигайки до 230 мм при горната палуба и намалява надолу до 150 мм по дълбочина 1,7 м под водолинията. Поясът е поставен на подложка от тиково дърво с дебелина 90 мм. Напречните прегради на главния пояс имат дебелина 250 мм.
В носовата и кърмовата части вертикалното брониране достига до главната палуба. В носовия край то в началото има дебелина 120 мм и достига до самия форщевен, където, намалявайки до дебелина 100 мм, завършва със 120-мм преграда. В кърмовия край пояса има дебелина 100 мм и завършва със 100-мм напречна преграда на 4,6 м от ахтерхщевена. При „Хинденбург“ главният броневи пояс е увеличен и има дебелина 220 мм при главната палуба. В носовата част пояса има постоянна дебелина от 120 мм, завършвайки с преграда на 16 м от форщевена. След това до форщевена върви броня с дебелина 30 мм. В кърмовата част при него, както и на първите два кораба от серията, има 100-мм броневи пояс, но завършващ на 7 м от ахтерхщевена.
Казематите за артилерията на средния калибър са закрити от 150-мм броня. Между оръдията има 20-мм противоосколъчни прегради, а зад тях екрани със същата 20-мм дебелина. Към кули „B“ и „C“ вървят 150-мм ъглови прегради. Бронирането на носовата бойна рубка има дебелина 300 – 350 мм, при кърмовата – 250 мм. Главната бронирана палуба има дебелина 30 мм, достигайки до 50 – 80 мм в жизненоважните части на кораба.
Бронирането на челната част и задната стена на кулите е с дебелина 270 мм (при „Зайдлиц“ 250 мм и 210 мм съответно), дебелината на страничните стени е 220 мм. Предната част на кулите има наклон 15° и дебелина 110 мм, покривът – 80 мм, настилът на задната част на кулите – 50 мм. Оръдията в кулата са разделени от 25-мм противоосколъчна преграда. На „Хинденбург“ дебелината на страничните стени е доведена до 270 мм, а на наклонената предна стена – до 150 мм и тя е разположена под ъгъл 30°, дебелината на покрива на кулите е 150 – 80 мм. Барбетите на кулите имат дебелина 260 мм (при „Зайдлиц“ 230 мм), която намалява до 60 мм зад главния броневи пояс. Барбетите на кули „B“ и „C“, които са зад бронята на казематите, са с намалена дебелина до 100 мм. Предната стена на барбета на кула „A“ има постоянна дебелина 260 мм отгоре и до бронираната палуба.
Противоторпедната защита е стандартна за големите немски кораби и има същата дължина, която има главния броневи пояс. Противоторпедната преграда има дебелина 45 мм (при „Зайдлиц“ 30 мм) до броневата палуба, а над нея върви с дебелина 30 мм, изпълнявайки функцията на противоосколъчна преграда. По краищата тя се ограничава с 30-мм напречна преграда. Единственият съществен недостатък на бронирането, проявил се в бойните действия, е разположението на бордовите торпедните апарати пред барбета на кула „A“, в зона, незащитена от противоторпедна преграда. Това в крайна сметка води до гибелта на „Лютцов“ в Ютландското сражение.

### Силова установка
На крайцерите от типа „Дерфлингер“ има 18 тънкотръбни котела от типа „Шулц – Торникрофт“ (немският военноморски тип) в шест отсека. 4 котела имат нефтено отопление, още 14 са с въглищно отопление. Превеждането на част от котлите на нефтено отопление, както и при линкорите от типа „Кьониг“, позволяват достигането на по-голяма далечина на хода благодарение на по-голямата енергия отделяна при горенето на нефта, по-бързо вдигане на парата, позволява да се опростят процедурите за зареждане с гориво и съкратява необходимия обслужващ персонал. От 1916 г. въглищните котли са оборудвани с инжектори за впръскване на нефт при форсиране. Превеждането на всички котли на нефт, както е направено в Англия, не става възможно по причина недостатъчното количество на нефт собствено производство (а за импорт в условията на война не може да се разчита) и поради използването на въглищата като допълнителна защита – с тях са запълнени отсеците зад броневия пояс.
Котлите имат двустранно огнище и осигуряват налягане на парата 16 – 18 кгс/см². Общата повърхност на нагряване съставлява при „Дерфлингер“ и „Лютцов“ 12 300 м², а за „Хинденбург“ – 12 450 м². Котлите са разположени в пет големи и един малък отсеци на котелните отделения, всяко от които се разделя от централна преграда на две котелни отделения. В четирите носови котелни отделения стоят по един котел на нефт. В следващите шест големи котелни отделения има по два котела на въглища. В двете кърмови малки котелни отделения стоят по един котел на въглищно отопление. На „Хинденбург“ разположението на котлите в котелните отделения е различно. В първите две също са котлите на нефт. Зад тях са четири отделения с два котела на въглищата във всяко, след това две котелни отделения с по един котел на нефт, после още две отделения с по два котела на въглищно отопление, и в кърмовата части също има две малки котелни отделения с по един въглищен котел във всяко.
Турбинната установка е стандартната за германските линейни крайцери, започвайки от „Фон дер Тан“ – два комплекта турбини „Парсънс“ високо и ниско налягане, работещи директно без редуктор на четирите вала. Отличието от „Зайдлиц“ е това, че вместо три машинни отделения тук са четири. Машинните отсеци, също като котелните, се разделят от централна преграда на две отделения. В двете машинни отделения, разположени близо към носа, около кула „С“, се намират турбините за високо налягане с активни колела. Те работят за външните валове. Между кулите „С“ и „Д“ още в две машинни отделения стоят по една турбина ниско налягане задвижващи вътрешните валове. Под тях се намират главните кондензатори (хладилници). Номиналната проектна мощност на турбините към валовете за „Дерфлингер“ съставлява 63 000 к.с., което му осигурява разчетна скорост от 26,5 възела, на „Хинденбург“ мощността на турбините съставлява 72 000 к.с., които трябва да му дадат разчетната скорост от 27 възела. Турбините за заден ход имат мощност 28 000 к.с. Турбините завъртат четирите трилопастни винта, имащи при „Дерфлингер“ и „Лютцов“ диаметър 3,9 м, а на „Хинденбург“ – 4,0 м.
Нормалния запас гориво съставлява 750 т въглища и 250 т нефт. Пълният запас въглища съставлява при „Дерфлингер“ 3500 т, на „Лютцов“ и „Хинденбург“ – 3700 т. Пълния запас нефт съставлява 1000 т на „Дерфлингер“ и „Лютцов“ и 1200 т на „Хинденбург“. Това дава на „Дерфлингер“ далечина на плаването от 3100 мили при скорост 24,25 възела, 5400 мили при 16 възела, и 5600 при 14. „Хинденбург“ за сметка на по-големия запас на гориво има максимална далечина на хода 6100 мили при 14 възела.
Изпитанията на крайцерите се провеждат не на Нейкругската мерна миля в Балтика, а на плитководната Белтската миля при дълбочина само 35 м, което се отразява на резултатите. На изпитанията „Дерфлингер“, при газене с 1 м по-малко от проектното, развива форсирана мощност на машините с 21,6% по-голяма от разчетната – 76 634 к.с. При честота на въртене на гребните валове от 280 об/мин това му осигурява скорост 25,5 възела. „Лютцов“ при газене с 0,3 м по-малко от проектното дава 80 990 к.с., което честота на въртене на гребните валове от 277 об/мин му осигурява скорост 26,4 възела. „Хинденбург“ при газене с 0,75 м по-малко от проектното показва 26,6 възела, развивайки 95 777 к.с. при 290 об/мин. В дълбока вода, при нормално газене, скоростта трябва да бъде минимум с 2 възела повече (28 възела за „Дерфлингер“, 28,3 за „Лютцов“ и 28,5 възела за „Хинденбург“).
Електроенергията с напрежение от 220 В кораба получава от два турбогенератора и два дизел-генератора. Двете отделения за турбомашините, с един турбогенератор във всяко, са разположени над носовите машинни отделения. Пред носовите погреби се намират двата дизел-генератора. Сумарната мощност на тези агрегати съставлява 1660 кВт при „Дерфлингер“, 1520 кВт за „Лютцов“ и 2120 кВт при „Хинденбург“.

## Тактико-технически характеристики
| Тактико-технически характеристики на корабите от серията | Тактико-технически характеристики на корабите от серията | Тактико-технически характеристики на корабите от серията | Тактико-технически характеристики на корабите от серията |
|                                                          | „Дерфлингер“                                             | „Лютцов“                                                 | „Хинденбург“                                             |
| Размери                                                  | Размери                                                  | Размери                                                  | Размери                                                  |
| -------------------------------------------------------- | -------------------------------------------------------- | -------------------------------------------------------- | -------------------------------------------------------- |
| Водоизместимост нормална, т                              | 26 600                                                   | 26 741                                                   | 26 947                                                   |
| пълна, т                                                 | 31 200                                                   |                                                          | 31 500                                                   |
| Дължина между перпендикулярите, м                        | 210,4                                                    | 210,4                                                    | 212,8                                                    |
| Дължина по КВЛ, м                                        | 210                                                      | 210                                                      | 212,5                                                    |
| Ширина, м                                                | 29                                                       | 29                                                       | 29                                                       |
| Газене, м                                                | 9,2                                                      | 9,2                                                      | 9,29                                                     |
| при пълна водоизместимост, м                             | 9,56                                                     | 9,56                                                     | 9,57                                                     |
| Екипаж, души                                             | 1112 – 1182                                              | 1112 – 1182                                              | 1112 – 1182                                              |
| Въоръжение                                               |                                                          |                                                          |                                                          |
| 30,5 cm L/50                                             | 8                                                        | 8                                                        | 8                                                        |
| 15 cm L/45                                               | 12                                                       | 14                                                       | 14                                                       |
| 8,8 cm                                                   | 8                                                        | 8                                                        | 8                                                        |
| ТА                                                       | 4×500                                                    | 4×600                                                    | 4×600                                                    |
| Брониране, мм                                            |                                                          |                                                          |                                                          |
| Палуба                                                   | 30                                                       | 30                                                       | 30                                                       |
| Пояс                                                     | 300                                                      | 300                                                      | 300                                                      |
| Бойна рубка                                              | 300                                                      | 300                                                      | 300                                                      |
| Кули                                                     | 270                                                      | 270                                                      | 270                                                      |
| Барбети                                                  | 260                                                      | 260                                                      | 260                                                      |
| Силова установка                                         |                                                          |                                                          |                                                          |
| Винтове                                                  | 4×3,9-м                                                  | 4×3,9-м                                                  | 4×4,0-м                                                  |
| Турбини                                                  | 4                                                        | 4                                                        | 4                                                        |
| Котли                                                    | 14 въглищни и 4 нефтени                                  | 14 въглищни и 4 нефтени                                  | 14 въглищни и 4 нефтени                                  |
| Мощност номинална, к.с.                                  | 63 000                                                   | 63 000                                                   | 72 000                                                   |
| Форсирана, к.с.                                          | 76 634                                                   | 80 988                                                   | 95 777                                                   |
| Скорост номинална, възела                                | 26,5                                                     | 26,5                                                     | 27                                                       |
| максимална, възела (обороти)                             | 25,5 (280)                                               | 26,4                                                     | 26,6                                                     |
| Запас гориво нормален, въглища                           | 750                                                      | 750                                                      | 750                                                      |
| нефт                                                     | 250                                                      | 250                                                      | 250                                                      |
| Запас гориво максимален, въглища                         | 3500                                                     | 3700                                                     | 3700                                                     |
| нефт                                                     | 1000                                                     | 1000                                                     | 1200                                                     |
| Максимална далечина на хода, мили (при скорост, възела)  | 5600 (14)                                                | 5600 (14)                                                | 6100 (14)                                                |

## Представители

### История на строителството
Поръчката за построяването на първия кораб от серията е дадена през 1912 г. на корабостроителницата „Блом унд Фос“ в Хамбург. Крайцерът получава индекса „K“ и под заводския номер 213 е заложен на 30 март 1912 г. Церемонията по спускането на вода е проведена на 14 юни 1913 г. Кръстник на кораба става генерал Аугуст фон Макензен. По указание на кайзер Вилхелм II той нарича новия кораб с името „Дерфлингер“, в чест на Георг фон Дерфлингер, немския фелдмаршал от времената на Тридесетгодишната война. При спуска на вода се получава конфузна ситуация – корпусът на крайцера се премества с 30 – 40 см и спира. След демонтаж и замяна на част от релсите за спускане крайцерът слиза от стапела едва на 12 юли 1913 г. Всичко строителството на кораба отнема 30 месеца – 15,5 месеца стапелен период и 14,5 месеца дострояване на вода. Контрактната стойност на строежа на крайцера съставя 56 милиона златни марки или 28 млн. рубли в злато по цени от онова време.
Вторият кораб от серията се строи според програмата за 1912 г. Поръчката за построяването за първи път от времето на построяването на „Блюхер“ получава не „Блом унд Фос“, а друга частна корабостроителница – „Шихау“ (Schichau-Werke) в Данциг. Кораба под строителен номер 885 е заложен на 15 май 1912 г. Съгласно закона за флота, за разлика от „Дерфлингер“, новият крайцер е не допълнение към флота, а замяна на стар крайцер – „Кайзерин Августа“, за това при залагането си получава названието „Ерзац Кайзерин Аугуста“. Тържествената церемония по спуска се състои на 29 ноември 1913 г. От своя кръстник, хофмаршала Максимилиан, граф фон Пюклер, барон фон Гродиц, крайцерът получава името „Лютцов“ в чест на пруския генерал от епохата на наполеоновите войни Адолф фон Лютцов. На 8 август 1915 г. крайцерът е предварително въведен в състава на флота и преведен в Кил на дооборудване и въоръжаване. Построяването на крайцера отнема 36 месеца – 16 месеца стапелен период и 20 месеца достройка на вода. Стойността му е 58 млн. златни марки (29 млн. златни рубли). На 25 октомври 1915 г. по време на провеждането на ходовите изпитания – се случва сериозна авария с турбината ниско налягане по левия борд. Ремонтът в Кил отнема 7 месеца – до януари 1916 г. Изпитания са завършени на 19 февруари 1916 г., и „Лютцов“ е готов за излизане в морето едва на 20 март 1916 г.
Третия кораб на серията се строи по малко по-различен проект, разработката на който се води 6 месеца от главния конструктор Дитрих – от май до октомври 1912 г. През 1913 г. райхстагът утвърждава разходите за строежа му. Както и „Лютцов“, той се строи за замяна на един от старите крайцери – „Херта“. На 30 юни 1913 г в държавната корабостроителница във Вилхелмсхафен под строителен номер 34 е заложен килът на новия крайцер, с названието „Ерзац Херта“.
С началото на войната строежът му силно се забавя, тъй както корабостроителницата се занимава с преоборудването на корабите от резервния флот за активни бойни действия и ремонт на повредените в бой кораби. Спуска на кораба на вода се състои едва на 1 август 1915 г. Крайцерът получава името си чест на известния пълководец от Първата световна война, генерал-фелдмаршал Паул фон Хинденбург. Нуждата на германския флот от линейни крайцери е много голяма (последствие от съкращаването на строежа им съгласно втората поправка в закона за
флота и гибелта на „Лютцов“). За това, даже след обявяването на неограничената подводна война, през януари 1917 г., когато строежа на другите големи кораби е спряна, работите по „Хинденбург“ са продължени. През април 1917 г. неговия корпус е незначително повреден от излизащия от дока след ремонт линкор „Хелголанд“. На 10 май 1917 г. корабът е готов за изпитания и на 25 октомври, след края им, влиза в строя на Кайзеровия флот, ставайки последния голям кораб на Германия, влязъл в строй преди края на Първата световна война. Построяването на кораба отнема 43 месеца – стапелен период от 22 месеца и дострояване на вода 21 месеца. Стойността на построяването съставя 59 млн. златни марки (29,5 млн. рубли в злато по обменния курс от онова време).
| Име          | Име при залагането       | Корабостроителница                        | Зав. № | Ст. млн. M | Поръчан       | Заложен       | Спуснат на вода | Влиза в строй | Съдба |
| ------------ | ------------------------ | ----------------------------------------- | ------ | ---------- | ------------- | ------------- | --------------- | ------------- | --- |
| „Дерфлингер“ | „K“                      | Блом унд Фос, Хамбург                     | № 213  | 56         | 1912 г.       | 30.03.1912 г. | 12.07.1913 г.   | 01.09.1914 г. | Потопен от своя екипаж в Скапа Флоу на 21 юни 1919 г., изваден през 1939 г., разкомплектован за метал след 1946 г.             |
| „Лютцов“     | „Ерзац Кайзерин Аугуста“ | Шихау, Данциг                             | № 885  | 58         | 1912 г.       | 15.05.1912 г. | 29.11.1913 г.   | 08.08.1915 г. | Потопен от екипажа си на 1 юни 1916 г. след повреди, получени в хода на Ютландското сражение                                   |
| „Хинденбург“ | „Ерзац Херта“            | Имп. корабостроителница във Вилхелмсхафен | № 34   | 59         | 20.04.1913 г. | 01.10.1913 г. | 01.08.1915 г.   | 10.05.1917 г. | Потопен от своя екипаж в Скапа Флоу на 21 юни 1919 г., изваден през 1930 г., разкомплектован за метал в периода 1930 – 1932 г. |

### История на службата

#### „Дерфлингер“
Корабът е готов за изпитания към 1 септември 1914 г. Още през пролетта заводски екипаж го превежда от Хамбург в Кил през Скагерак. Преди обявяването на войната, от 27 до 30 юли, още не напълно готовия „Дерфлингер“ е включен в системата на защитата на Килския залив. Изпитанията се водят по ускорена програма, и той влиза в строй през октомври 1914 и е включен в състава на 1-ва разузнавателна група, където освен него влизат линейните крайцери „Фон дер Тан“, „Молтке“ и „Зайдлиц“. Обаче поради проблеми с турбините и необходимите доработки първия боен поход на „Дерфлингере“ се състои едва на 20 ноември 1914 г.
15 – 17 декември „Дерфлингер“, с другите кораби на 1-ва разузнавателна група, прикрива поставянето на мини от крайцера „Колберг“ и участва в състава на 1-ва разузнавателна група в обстрела над Скарбъроу и станцията на бреговата служба в Уитби. „Дерфлингер“ и „Фон дер Тан“ обстрелват порта на Скарбъроу. На 24 януари 1915 г. „Дерфлингер“ участва в сражението при Догер банк, плавайки под номер 3 в строя на бойната линия. Обстрелвайки на смени „Лайън“, „Тайгър“ и „Принцес Роял“, в течение на боя „Дерфлингер“ изстрелва 310 305-мм снаряда, постигайки 5 – 6 попадения. Съвместно с „Молтке“ и „Зайдлиц“ нанася тежки повреди на флагманския „Лайън“, които водят до излизането му от боя и загубата на ход. Самият „Дерфлингер“ получава попадение от един 343-мм снаряд в бронирания пояс и два близки разрива.
Загуби сред екипажа няма, и след 20 дневен ремонт, на 16 февруари, крайцерът е готов за продължаването на бойните действия. Участва в набезите на германския флот над британското крайбрежие през март, април и май 1915 г. На 28 юни се случва сериозна повреда на носовата турбина, и „Дерфлингер“ един месец се ремонтира, връщайки се в Северно море на 31 август 1915 г. На 6 – 7 март 1916 г. участва в обстрела на Хуфден, а на 24 април 1916 г. – на Ярмът.
На 31 май – 1 юни взема участие в Ютландското сражение, плавайки в бойната линия на германските линейни крайцери под втори номер, след флагманския „Лютцов“. По време на боя „Дерфлингер“ понякога стреля на всеки 20 – 25 секунди, изстрелвайки 385 305-мм снаряда и постигайки минимум 16 попадения. От тях шест – в „Принцес Роял“, три – в „Куин Мери“, четири – в „Баръм“ и три – в „Инвинсибъл“. С 11 залпа „Дерфлингер“ потопява линейният крайцер „Куин Мери“, който излита във въздуха в 16:26. В 18:30 след попадения на „Дерфлингер“ и „Лютцов“, в резултат на взрив на боезапаса, потъва „Инвинсибъл“.
Самият крайцер получава 21 попадения от снаряди голям калибър и 9 попадения от снаряди среден калибър. По време на първата фаза на боя с британските линейни крайцери „Дерфлингер“ не получава повреди. Във втората фаза – боят на авангардите или „спринтът на север“ – при преследването на ескадрата на Дейвид Бийти, крайцерът получава пет попадения от линкорите на 5-та ескадра, от дистанция над 100 кабелтови, сам без да има възможност да отговори поради малката далечина на стрелба на неговите оръдия. По-голямата част от попаденията (от 8-мо до 20-то) крайцерът получава след 20:12, прикривайки оттеглянето на Флота на откритото море и водейки престрелка с линкорите на Гранд Флийт. За известно време крайцерът даже трябва да спре, за да отреже увисналите повредени противоминни мрежи, за да не се намотаят те по винтовете (на британските кораби те са свалени още в началото на войната, а на германските – след Ютландския бой). В резултат на попаденията към края на боя корабът приема около 3400 тона задбордна вода, кули „С“ и „Д“ изгарят практически с всички намиращи се в тях, а общите загуби съставят 157 убити и 26 ранени. За упорството си в боя крайцерът получава от англичаните прякора „Желязното куче“ (на английски: „Iron Dog“).
Ремонтът, по време на който крайцерът получава тринога мачта и увеличени ъгли на стрелба за оръдията на главния калибър, продължава до 15 октомври. В края на ноември, след бойна подготовка в Балтийско море, „Дерфлингер“ се връща в строя на флота. През останалото до края на Първата световна война време крайцерът не се отличава с нищо особено, занимавайки се със стражева охрана и прикритие на минирания, излизащите подводници и леките сили.
След сключването на примирието корабът е интерниран, на 24 ноември 1918 г., заедно с целия Флот на откритото море в Скапа Флоу на Оркнейските острови. На 21 юни 1919 г. там той е и потопен от собствения си екипаж. „Дерфлингер“, лежащ на дълбочина 30 м нагоре с кила, е един от последните извадени кораби, през 1938 г. Поради войната разкомплектоването на кораба за метал започва едва през 1946 г. Работите по крайцера продължават 15 месеца. Английската фирма, разкомплектоваща кораба за скрап, впоследствие предава на морското аташе на ФРГ извадената корабна камбана и служебния печат. Тези експонати са доставени от учебната фрегата на Бундесмарине „Шеер“ в Германия на 30 август 1965 г.

#### „Лютцов“
„Лютцов“, както и всички линейни крайцери, влиза в състава на 1-ва разузнавателна група. На 24 март 1916 г. излиза в своя първи боен поход в Северно море заедно със „Зайдлиц“ и „Молтке“ в района на банката Амрум в търсене на английски миноносци. Походът е безрезултатен. На 21 – 22 март той, в състава на 1-ва разузнавателна група, участва в обстрела над Лоустофт и Ярмът (Bombardment of Yarmouth and Lowestoft). По време на прехода флагманския кораб на 1-ва разузнавателна група „Зайдлиц“ се натъква на мина, и адмиралът, заедно с щаба си, преминава на „Лютцов“ (по това време Хипер боледува, и е временно заместван от контраадмирал Бедикер).
На 31 май 1916 г., вече под флага на оздравелия Франц фон Хипер, начело на колоната германски линейни крайцери – „Дерфлингер“, „Зайдлиц“ и „Молтке“ – той излиза начело на Флота на откритото море в поход, който завършва с Ютландското сражение. По време на боя стрелбата на крайцера, под ръководството на старшия артилерист фрегатен-капитана (капитан 2-ри ранг) Пашен, е една от най-добрите. За разлика от „Дерфлингер“, стрелящ с полузалпове – по едно оръдие от всяка кула, „Лютцов“ стрелял по ред с пълни залпове от носовите и кърмовите кули. Изстрелвайки 380 305-мм снаряда (52,7% от боекомплекта), в т.ч. 200 фугасни, той според оценките, има 19 попадения (5% от изстреляните снаряди). От тях 13 са в „Лайън“, едно в „Баръм“, две в „Инвинсибъл“ и три в „Дифенс“. От неговата стрелба потъва „Дифенс“ и, съвместно с „Дерфлингер“, „Инвинсибъл“. Също са нанесени тежки повреди на „Лайън“ (резултатът от боя за „Лайън“ би могъл да бъде много по-плачевен, ако „Лютцов“ не води в началото на боя стрелба с фугасни снаряди, а, както и „Дерфлингер“, използва бронебойни).
Самият крайцер получава като минимум 24 попадения от снаряди голям калибър (4 – 381-мм, 12 – 343-мм и 8 – 305-мм снаряда). Болшинството попадения са в носовата част на кораба. Особено тежките последствия са причинени от осемте 305-мм снаряда на „Инвинсибъл“ и, възможно, от „Инфлексибъл“ в течение на 8 минути по време на „основния бой между флотовете“ скоро след откриването на огъня в 19:20. Два снаряда (12-то и 13-то попадение) уцелват под броневия пояс в носовата част на крайцера пред кула „А“ в района на отделението на бордовите торпедни апарати. Това място не е защитено от противоминната преграда, и носовите отсеци започват бързо да се пълнят с вода. 14-то и 15-то попадения са в съседство с местата на попадения 12 и 13. „Лютцов“ за кратко приема 2000 тона вода, и газенето по носа се увеличава с 2,4 метра. Той е принуден да напусне строя, и в 19:47 Хипер временно предава командването на командира на „Дерфлингер“ Хартог и преминава на разрушителя G-39.
Задната преграда на торпедния отсек, с дебелина 30 мм, не издържава на напора на водата, и крайцерът на моменти трябва да снижава ход до три възела. От 20:05 до 20:37, по време на втория бой между флотите, „Лютцов“ получава още няколко попадения от линкорите на Гранд Флийт. Системата за изпомпване на водата не се справя, и към вечерта се наводняват зарядния и снарядния погреби на кулите „А“ и „Б“. Корабът постепенно потъва във водата, и към 00:45 на 1 юни под водата вече е цялата палуба плътно до кула „А“. Водата се добира до носовите котелни отделения, и те са изоставени. Опитите да се плава на заден ход не са успешни поради това, че възникват проблеми с управляемостта в условията на неспокойното море.
Към два часа през нощта бакът вече е на два метра под водата, а газенето по носа съставя 17 метра. Командирът на „Лютцов“, Хардер, заповядва да се напусне кораба. Водата достига до долния край на командния мостик, стволовете на кула „А“ се скриват под водата, а кърмата и винтовете напълно излизат над водата. Според сметките корабът е приел около 8319 тона вода – 4209 тона под бронираната палуба и 4110 тона над нея. Екипажът преминава на съпровождащите разрушители G-37, G-38, G-40 и V-45. В 2:45 разрушителят G-38 пуска по „Лютцов“ 2 торпеда, крайцерът се преобръща през десния борд и в 2:47 потъва на 60 мили от рифа Хорнс (Horns Rev) в точката с координати 56°15′ с. ш. 5°53′ и. д. / 56.25° с. ш. 5.883333° и. д.. Загубите сред екипажа съставят 115 убити и 50 ранени.

#### „Хинденбург“
На 25 октомври „Хинденбург“ преминава от Кил във Вилхелмсхафен и е включен в 1-ва разузнавателна група. От 6 ноември 1917 г. в състава на 1-ва разузнавателна е включен в бойното охранение на Немския залив. На 17 ноември извършва първия си боен поход заедно с „Молтке“ за оказване на помощ на 2-ра разузнавателна група крайцери в боя против превъзходящите британски сили. Обаче англичаните се отклоняват от боя, и „Хинденбург“ не дава нито един изстрел. През ноември 1917 г. командващия 1-ва разузнавателна група, вицеадмирал Хипер, пренася своя флаг от „Зайдлиц“ на „Хинденбург“. Обаче, тъй като на Хипер е възложено и осигуряването на охраната на Немския залив, той най-често държи флага си на стария крайцер „Ниобе“, използван като блокшив.
Взема участие в похода на Флота на откритото море, от 23 до 25 април 1918 г. Походът е прекъснат след аварията на турбините на „Молтке“. От 29 юни до 1 август прикрива тралните сили, осигуряващи излизането на голям конвой подводни лодки по „маршрут 500“. Крайцера така и не участва в реални бойни действия. Според условията на примирието „Хинденбург“ влиза в състава на интернираните кораби и на 24 ноември пристига в Скапа Флоу.
Потопен е от своя екипаж на 21 юни 1919 г. Единствен от големите кораби ляга на дъното на равен кил. Лежи на дълбочина 22 м, за това по време на отлив се показва даже лодъчната палуба и ходовия мостик. Първите неуспешни опити за неговото изваждане са предприети през май 1926 г. „Хинденбург“ е изваден едва на 24 юли 1930 г. На 23 август е отбуксиран в Розайт и в периода 1931 – 1932 е разкомплектова за метал. Корабната камбана на крайцера на 17 август 1936 г. е предадена на Германия и доставена в родината от лекия крайцер „Нептун“ и впоследствие е поставена на борда на джобния линкор „Дойчланд“.

## Аналози

### „Лайън“
Трите британски линейни крайцера от типа „Лайън“ стават първите линейни крайцери с 13,5-дюймова артилерия. В сравнение с немските линейни крайцери те се отличават с дисбаланс между настъпателната мощ и достатъчно слабата си защита. Наличието на 343-мм оръдия и съвършената система за управление на артилерийската стрелба им позволява да водят огън на далечини до 22 000 м (118 каб.). При това поясът, челото на кулите и барбетите им са защитени само с 229-мм броня, което е много по-лошо, отколкотот на съвременния им германски аналог „Зайдлиц“ (300, 250 и 230 мм съответно). По-лоша, в сравнение с немските крайцери, е и противоминната им защита. Крайцерите от този тип активно участват в сраженията на Първата световна война. Гибелта на „Куин Мери“ по време на Ютландското сражение от взрив на боезапаса показва недостатъчната защита на кулите и погребите и проблемите с взривоопасността на използвания като метателен заряд кордит. Независимо от табелното равенство в скоростите на пълен ход, немските линейни крайцери нито веднъж не успяват да се откъснат на „котките“ на адмирал Фишър. По много това е свързано с това, че на английските кораби използването на нефт е по-разпространено. При продължително, в течение на няколко часа, плаване на кораб на голяма скорост при въглищните котли се натрупва шлака, която не успяват да изчистят. Това постепенно снижава тяхната паропроизводителност, което, на свой ред, снижава максималната скорост на хода на кораба.

### „Тайгър“
Първоначално „Тайгър“ е планиран като четвърти крайцер от типа „Лайън“, но след това неговия проект е съществено преработен. Благодарение на разполагането на машинното отделение между двете кърмови кули, артилерията на главния калибър може вече да бъде разположена по линейно-терасовидната схема. За сметка на известно увеличаване на ширината на кораба е поставена по-мощна силова установка, което позволява на крайцера да достигне скорост 29 възела. Заедно с това „Тайгър“ съхранява главният недостатък на своя прототип – слабата защита. Схемата за брониране практически не е променена, и той също получава 229-мм броневи пояс и защита на кулите.

### „Конго“
Преди Първата световна война Япония въвежда в строй линейния крайцер от типа „Конго“. Неговият проект е разработен от фирмата „Викерс“ и представлява усъвършенстван „Лайън“. „Конго“ е въоръжен с осем 356-мм оръдия в четири кули, разположени по линейно-терасовидната схема. Към момента на влизане в строй това са най-големите оръдия разположени на линейни крайцери. Бронята е намалена до 203-мм в сравнение с прототипа, тъй като японците разчитат да водят бой на голяма далечина. За удържането на противника на изгодната дистанция на бой трябва да способства доста високата скорост – на изпитанията „Конго“ дава 27,5 възела. Много внушителна е далечината на плаване – 8000 мили при 14-възлов ход, което е много повече, отколкото при британските и германските аналози. Първият крайцер от серията е построен във Великобритания, другите три – в японски корабостроителници. Японците успяват да създадат доста мощен кораб, който от някои специалисти се смята за най-добрия линеен крайцер в света. Заедно с това съществени недостатъци са доста слабото брониране и липсата към момента на влизане в строй на командно-далекомерен пост.

## Сравнителна оценка на проекта
При сравненяването на „Дерфлингер“ с неговите основни противници – британските линейни крайцери привлича внимание наличието при немския кораб на по-балансирано съотношение между настъпателните и отбранителните възможности. Преди всичко това е предизвикано от различните тактически изисквания. За разлика от вижданията на Фишър, поставящ начело крайцерските функции, „Дерфлингер“ изначално е разчетен за условията на линейния бой. За това е закономерно, че Ютландското сражение, по време на което загиват три британски линейни крайцера, показва по-голямата приспособеност на „Дерфлингер“ за бой с равен противник. Те се отличават с мощно брониране и съвършена конструктивна защита. Ахилесовата им пета е наличието на незащитен от броневия пояс и противоминна преграда голям отсек за бордовите торпедни апарати пред носовата кула на ГК, което води до гибелта на „Лютцов“ в Ютландското сражение. В същото Ютландско сражение, по време на преследването от британските линкори от типа „Куин Елизабет“ въоръжени с 381-мм оръдия, се проявява още един недостатък – недостатъчната далечина на стрелба на 305-мм оръдия. Този проблем е решен в хода на експлоатацията чрез увеличаване по време на ремонтите на максималните ъгли на подем на стволовете.
Съществува достатъчно разпространено мнение, че за подобреното брониране на германските линейни крайцери цената е по-лошото въоръжение, скорост и далечина на хода. Но далечината и реалната максимална скорост на хода при „Дерфлингер“ е съпоставима с „Лайън“ и „Тайгър“. По мощност неговите 305-мм оръдия незначително отстъпват на 343-мм оръдия на британските крайцери. Много специалисти смятат проекта „Дерфлингер“ за по-балансиран в сравнение с неговите британски аналози. Съотношението на настъпателните и отбранителните възможности добре се охарактеризират от следните цифри. Броневия пояс на „Тайгър“ снарядите от „Дерфлингер“ могат да пробият от разстояние 11 700 м. Дебелата германска броня „Тайгър“ може да пробие от разстояние едва 7800 м.
При по-внимателно разглеждане става ясно, че по-голямата като маса броня германските корабостроители успяват да поставят благодарение на по-ниското относително тегло на корпуса и силовата установка:
| Съотношение на тегловите натоварвания в % спрямо нормалната водоизместимост | Съотношение на тегловите натоварвания в % спрямо нормалната водоизместимост | Съотношение на тегловите натоварвания в % спрямо нормалната водоизместимост | Съотношение на тегловите натоварвания в % спрямо нормалната водоизместимост |
|                                                                             | „Лютцов“                                                                    | „Лайън“                                                                     | „Тайгър“                                                                    |
| --------------------------------------------------------------------------- | --------------------------------------------------------------------------- | --------------------------------------------------------------------------- | --------------------------------------------------------------------------- |
| Въоръжение                                                                  | 12,7                                                                        | 12,3                                                                        | 12,65                                                                       |
| Механизми                                                                   | 14,2                                                                        | 20,2                                                                        | 20,7                                                                        |
| Броня                                                                       | 35,5                                                                        | 24,2                                                                        | 25,9                                                                        |
| Корпус                                                                      | 30,5                                                                        | 36,5                                                                        | 34,3                                                                        |

За сметка на използването на тънкотръбни котли размерите на котелните отделения са много по-малки, отколкото на британските крайцери. Така например, пещите на „Хинденбург“ заемат обем 6895 м³, а площта на пода съставлява 881 м². При „Тайгър“ тези цифри съставляват съответно 9230 м³ и 1106 м². Машинните отделения на „Хинденбург“ заемат 2954 м³ и 475 м², а при „Тайгър“ 6731 м³ и 646 м². При „Хинденбург“ турбинните отделения по левия и десния борд заемат обем от 1022 м³, при „Тайгър“ – само едното турбинно отделение по левия борд заема 2170 м³. В съчетание с високия борд на „Тайгър“ (цената за по-добрата мореходност) това води до по-голям обем нерационално използвано вътрекорпусно пространство. Интересно е сравненинието на теглото на съставляващите силовата установка при „Дерфлингер“ и силовата установка на „Принцес Роял“, който има най-леката силова установка сред крайцерите от типа „Лайън“:
|                                           | „Дерфлингер“                              | „Дерфлингер“                              | „Принцес Роял“                            | „Принцес Роял“                            |
| Маса на съставляващите силовата установка | Маса на съставляващите силовата установка | Маса на съставляващите силовата установка | Маса на съставляващите силовата установка | Маса на съставляващите силовата установка |
|                                           | т                                         | %                                         | т                                         | %                                         |
| ----------------------------------------- | ----------------------------------------- | ----------------------------------------- | ----------------------------------------- | ----------------------------------------- |
| Котли                                     | 1443                                      | 42,7                                      | 2327                                      | 47,7                                      |
| Турбини                                   | 1146                                      | 33,9                                      | 1803                                      | 37                                        |
| Валове и винтове                          | 217                                       | 6,4                                       | 256                                       | 5,2                                       |
| Спомагателни механизми                    | 576                                       | 17                                        | 491                                       | 10,1                                      |
| Всичко                                    | 3382                                      | 100                                       | 4877                                      | 100                                       |
| Параметри на ЕУ                           |                                           |                                           |                                           |                                           |
| Номинална мощност, к.с.                   | 63 000                                    | 63 000                                    | 70 000                                    | 70 000                                    |
| Относителна мощност, к.с./т               | 18,63                                     | 18,63                                     | 14,35                                     | 14,35                                     |

Неслучайно крайцерите от типа „Дерфлингер“ се считат за много мощен и съвършен проект, и от много специалисти се признават за най-добрите линейни крайцери на Първата световна война, по същество ставащи и предвестници на зараждащия се клас на бързоходните линкори.
| Сравнителни характеристики на линейни крайцери от Първата световна война | Сравнителни характеристики на линейни крайцери от Първата световна война | Сравнителни характеристики на линейни крайцери от Първата световна война | Сравнителни характеристики на линейни крайцери от Първата световна война | Сравнителни характеристики на линейни крайцери от Първата световна война | Сравнителни характеристики на линейни крайцери от Първата световна война |
|                                                                          | „Дерфлингер“                                                             | „Зайдлиц“                                                                | „Лайън“                                                                  | „Тайгър“                                                                 | „Конго“                                                                  |
| ------------------------------------------------------------------------ | ------------------------------------------------------------------------ | ------------------------------------------------------------------------ | ------------------------------------------------------------------------ | ------------------------------------------------------------------------ | ------------------------------------------------------------------------ |
| Размери Д×Ш×Г, м                                                         | 210×29×9,2                                                               | 200×28,5×9,09                                                            | 213,4×27×8,4                                                             | 214,6×27,6×8,7                                                           | 214,5×28×8,4                                                             |
| Водоизместимост, т, нормална (пълна)                                     | 26 600 (31 200)                                                          | 24 988 (28 550)                                                          | 26 270 (29 680)                                                          | 28 430 (35 710)                                                          | 27 500 (32 200)                                                          |
| Скорост на хода, разчетна мощност на ПТУ номинална                       | 26,5 въз. 63 000 к.с.                                                    | 26,5 въз. 63 000 к.с.                                                    | 27 въз. 70 000 к.с.                                                      | 28 въз. 85 000 к.с.                                                      | 27,5 въз. 64 000 к.с.                                                    |
| Скорост на хода, максимална мощност при форсиране                        | 25,5 /28,2 въз. 76 634 к.с.                                              | 28,1 въз. 89 738 к.с.                                                    | 28,06 въз. 96 240 к.с.                                                   | 29,07 въз. 104 635 к.с.                                                  | 27,54 въз. 78 275 к.с.                                                   |
| Далечина на плаване, мили (възела)                                       | 5600 (14)                                                                | 4200 (14)                                                                | 4935 (16,75) 5610 (10)                                                   | 4900 (18) 5200 (12)                                                      | 8000 (14)                                                                |
| Екипаж                                                                   | 1112                                                                     | 1068                                                                     | 984                                                                      | 1109                                                                     | 1201                                                                     |
| Стойност, млн. рубли в злато                                             | 28                                                                       | 22,34                                                                    | 20,84                                                                    | 21                                                                       |                                                                          |
| Дебелина на бронирането                                                  |                                                                          |                                                                          |                                                                          |                                                                          |                                                                          |
| Пояс                                                                     | 300                                                                      | 300                                                                      | 229                                                                      | 229                                                                      | 203                                                                      |
| Чело кули                                                                | 270                                                                      | 250                                                                      | 229                                                                      | 229                                                                      | 229                                                                      |
| Барбети                                                                  | 260                                                                      | 230                                                                      | 229                                                                      | 229                                                                      | 229                                                                      |
| Въоръжение (ГК)                                                          |                                                                          |                                                                          |                                                                          |                                                                          |                                                                          |
| Брой                                                                     | 4×2×305-мм                                                               | 5×2×280-мм                                                               | 4×2×343-мм                                                               | 4×2×343-мм                                                               | 4×2×356-мм                                                               |
| Маса на бронебойния снаряд, кг                                           | 405                                                                      | 302                                                                      | 567                                                                      | 635                                                                      | 675                                                                      |
| Начална скорост, м/с                                                     | 855                                                                      | 880                                                                      | 787                                                                      | 762                                                                      | 770                                                                      |
| Максимална далечина на стрелбата                                         | 18 000 (13,5°)                                                           | 18 100 (13,5°)                                                           | 21 780 (20°)                                                             | 21 710 (20°)                                                             | 25 800 (25°)                                                             |

## Коментари
1. ↑  В официалната немска класификация от онова време няма понятието „линеен крайцер“ (на немски: Schlachtkreuzer), и те, заедно с броненосните крайцери са класифицирани като „голям крайцер“ (на немски: Großer Kreuzer).
2. ↑  Акронимът „SMS“ – е от на немски: Seiner Majestat Schiff – Кораб на Негово Величество.
3. ↑  По същество същото оръдие SK L/45, само че в зенитно изпълнение.
4. ↑  Водотръбните котли от „морския“ тип, система „Шулц-Торникрофт“ с въглищно отопление и с тръбички малък диаметър, оборудвани с инжектори за впръскване на нефт за усилване на горенето на въглищата в котлите.
5. ↑  Крайцерите, допълващи флота до 20, при залагането си получават буквени индекси. Така „Зайдлиц“, като 19-ти, получава индекса „J“, а следващият след него, като 20-ти „Дерфлингер“ – индекса „K“. След „Дерфлингер“, за да не се превиши бройката 20, всички последващи крайцери трябва да влизат в строй към смяната на вече наличен кораб. За това при залагането си те получават имената „Ерзац“ (от немското „замяна“) + „Името на заменяемия кораб“. Така например следващият след „Дерфлингер“ „Лютцов“ получава при залагането си името „Ерзац Кайзерин Аугуста“, тъй като влиза в строй вместо крайцера „Кайзерин Аугуста“.
6. ↑  Според други данни, корабът е кръстен от съпругата на Макензен. Възможно, разминаванията са свързани с това, че в германския флот обредът на кръщаването може да се провежда от един човек, а кръстник да е друг.
7. ↑  Съгласно Мужеников, Hildebrand дава друга дата – 1 октомври 1913 г.
8. ↑  Някои изследователи говорят за 31 и даже за 42 попадения, макар в това число да могат да влизат и снарядите среден калибър.
9. ↑  Реално показаната скорост на плитководната Белтска миля, при газене над разчетното, е 25,5 възела. Според изчисленията тази скорост съответства на 28,2 възела в дълбока вода при нормално газене.
10. ↑  Данни за „Принцес Роял“.